# Лихобицький Олександр Володимирович
Олександр Володимирович Лихобицький (нар. 12 серпня 1962) — колишній радянський та український футболіст, що грав на позиції захисника та півзахисника. Відомий за виступами у низці клубів радянської другої ліги, у першій українській лізі та у найвищому білоруському дивізіоні. Після закінчення кар'єри футболіста — футбольний тренер та функціонер.

## Клубна кар'єра
Олександр Лихобицький розпочав виступи на футбольних полях у 1980 році у клубі колективу фізкультури «Нива» (Підгайці). У 1981 році молодий футболіст отримав запрошення від команди радянської другої ліги з Білорусі «Дніпро», проте у команді дебютував лише наступного року, коли могильовський клуб виграв зональний турнір другої ліги, та пізніше й один із фінальних турнірів другої ліги, й здобув путівку до першої ліги. Проте Лихобицький зіграв у складі «Дніпра» лише 3 матчі у другій лізі, та на початку 1983 року перейшов до складу іншого друголігового клубу «Цілинник» із Казахстану. У цьому клубі футболіст став одним із гравців основи, та зіграв за 4 роки 120 матчів у чемпіонаті СРСР. У 1987 році Олександр Лихобицький повертається до України, де стає гравцем іншої друголігової команди — луцького «Торпедо». У луцькому клубі футболіст був також одним із основних гравців, зіграв у чемпіонаті 47 матчів та 3 матчі Кубку СРСР, проте цей сезон був для лучан відносно невдалим, адже вони опустились у турнірній таблиці на 16 місце. Із 1988 року Лихобицький став гравцем також друголігового клубу «Десна». У чернігівській команді футболіст грав протягом трьох років, і також був гравцем основи. У 1991 році Лихобицький на рік знову став гравцем «Цілинника». Після розпаду СРСР футболіст повертається до «Десни», та грає у її складі в першій українській лізі у першому незалежному чемпіонаті України та першому колі другого чемпіонату. З початку 1993 року Олександр Лихобицький знову вирішив спробувати свої сили в білоруській команді, цього разу в клубі найвищого білоруського дивізіону «Торпедо» (Могильов). У білоруському першому дивізіоні футболіст грав протягом 1993 року, після чого закінчив виступи у професійних командах.

## Після закінчення кар'єри футболіста
Після завершення виступів за могильовських автозаводців Олександр Лихобицький протягом 1994—1995 року входив до тренерського штабу цього білоруського клубу. З початку 1996 року колишній футболіст повертається до України, де зіграв кілька матчів за аматорський клуб «Факел» із Варви. Пізніше колишній футболіст поселився у місті Нововолинську, та розпочав роботу як керівник місцевого аматорського клубу «Шахтар». Спочатку Лихобицький пропрацював із клубом лише три роки, проте після деякої перерви повернувся до роботи із нововолинською командою, яку очолював тривалий час як президент та головний тренер.